# Кадир Мъсъроглу
Кадир Мъсъроглу (на турски: Kadir Mısıroğlu) е турски адвокат, ислямистки теоретик на конспирацията и писател.

## Биография и творчество
Роден е на 24 януари 1933 г. в Акчаабат (Akçaabat), Трабзон, Турция. Завършва Право в Юридическия факултет на Истанбулския университет.
Описван е като теоретик на конспирацията. Известен е с откритата си позиция срещу реформите на Ататюрк и кемализма и е определян като апологет на ислямизма и панислямизма. Твърди, че халифатът би могъл да бъде възстановен дори под ръководството на халиф, подкрепян от САЩ, и споделя, че американска делегация се е срещнала с него по този въпрос по време на президентството на Бил Клинтън.
Придобива печална слава с цитата си „Иска ми се гърците да бяха победили, за да не бъде премахнат нито халифатът, нито шариатът!“ по повод гръцко-турския конфликт по време на Турската война за независимост. За него животът под ислямско управление в окупирана от врага страна е бил за предпочитане пред живота под светско управление в свободна страна. Той също така е твърдял, че Йосиф Сталин е заповядал на армията си да чете Корана върху пясъците срещу нацистите, Уилям Шекспир е бил таен мюсюлманин, чието име е било шейх Пир, а „Капиталът“ на Карл Маркс е бил продиктуван от демони. Трудовете му са подложени на критика от историка Илбер Ортайлъ за липса на научен подход, знания и изопачаване на фактите.

## Произведения

### Документалистика
- İslâmcı Gençliğin El Kitabı (1981)
- Hicret (1990)
- Geçmişi ve Geleceği ile Hilâfet (1993)
- Üstad Necip Fazıl'a Dâir (1993)
- İslâm Yazısına Dâir (1993)
- Doğru Türkçe Rehberi Yahud Bin Uydurma Kelimeyi Boykot (1993)
- Geçmiş Günü Elerken V. I-II (1993, 1995)
- Âşıklar Ölmez (1994)
- Üç Hilâfetçi Şahsiyet (1995)
- Gurbet İçinde Gurbet (2004)
- Filistin Dramı'nın Düşündürdükleri (2004)
- İthaflı Fıkralar (2005)
- Hayat Felsefesi Yahud Yaşamak Sanatı (2005)
- İslâm Dünya Görüşü (2008)
- Muhtasar İslâm Tarihi V. I-II-III (2009, 2010, 2012)
- Tarihten Günümüze Tahrif Hareketleri V. I-II-III (2010, 2011, 2012)

### Художествена литература
- Kanlı Düğün (1972)
- Uzunca Sevindik (1973)
- Kırık Kılıç (1973)
- Kavuklu İhtilâlci (2005)
- Düzmece Mustafa (2005)
- Cem Sultan'ın Papağanı (2006)
- Zağanos Paşa (2006)
- Veli Bayezid'in Bedduası (2008)
- Malkoçoğlu Kardeşler (2008)
- Makbul ve Maktul İbrahim Paşa (2008)
- Barbaros Hayreddin Paşa (2009)
- Sokollu Mehmed Paşa (2009)
- Mimar Koca Sinan (2011)
- Zorâkî Âsî – Şehzade Bayezid (2012)
- Pîrî Reis (2012)

### Поезия
- Cemre (1992)
- Hikâye-i Hâl